# Rauchkofel
Rauchkofel är ett berg i Österrike.   Det ligger i distriktet Lienz och förbundslandet Tyrolen, i den centrala delen av landet, 300 km sydväst om huvudstaden Wien. Toppen på Rauchkofel är 1 910 meter över havet, eller 343 meter över den omgivande terrängen. Bredden vid basen är 1,8 km.
Terrängen runt Rauchkofel är mycket bergig. Närmaste större samhälle är Lienz, 3,4 km norr om Rauchkofel. 
Trakten runt Rauchkofel består i huvudsak av gräsmarker. Runt Rauchkofel är det ganska glesbefolkat, med 25 invånare per kvadratkilometer.